# ガズハンジアン
| 累代        | 代     | 紀           | 基底年代 Mya |
| ----------- | ------ | ------------ | ------------ |
| 顕生代      | 新生代 | 第四紀       | 2.58         |
| 顕生代      | 新生代 | 新第三紀     | 23.03        |
| 顕生代      | 新生代 | 古第三紀     | 66           |
| 顕生代      | 中生代 | 白亜紀       | 145          |
| 顕生代      | 中生代 | ジュラ紀     | 201.3        |
| 顕生代      | 中生代 | 三畳紀       | 251.902      |
| 顕生代      | 古生代 | ペルム紀     | 298.9        |
| 顕生代      | 古生代 | 石炭紀       | 358.9        |
| 顕生代      | 古生代 | デボン紀     | 419.2        |
| 顕生代      | 古生代 | シルル紀     | 443.8        |
| 顕生代      | 古生代 | オルドビス紀 | 485.4        |
| 顕生代      | 古生代 | カンブリア紀 | 541          |
| 原生代      | 原生代 | 原生代       | 2500         |
| 太古代      | 太古代 | 太古代       | 4000         |
| 冥王代      | 冥王代 | 冥王代       | 4600         |
| 1. 2. 3. 4. |        |              |              |

ガズハンジアンまたは古丈期（こじょうき、英: Guzhangian）は、地質時代名の一つ。約5億50万年前から約4億9700万年前にあたる、カンブリア紀の三番目の世を三分した後期。前の期はカンブリア紀の三番目の世の中期のドラミアン、次の期は四番目の世を三分した前期ペイビアン。名称は中華人民共和国の湖南省古丈県に由来する。
国際標準模式層断面及び地点(GSSP)は中国湖南省の花橋累層に定義されている。ガズハンジアン階の正確な基底は羅依溪セクションの花橋累層の基底の121.3メートル上に位置する石灰岩層(北緯28度43分12秒 東経109度57分53秒 / 北緯28.7200度 東経109.9647度)であり、三葉虫の Lejopyge laevigata の初出現の場である。ガズハンジアン - ペイビアン境界は同じく三葉虫のグリプタグノストゥス・レティクラトゥスの初出現にマークされている。